# Dublă (fotbal)
O dublă sau un event în fotbal reprezintă câștigarea campionatului și a cupei unei țări în același sezon competițional de către o singură echipă.
Primul club care a realizat dubla a fost Preston North End F.C., în sezonul 1888-1889, cucerind Cupa Angliei și Football League în sezonul inaugural al ligii.
Dublă mai este numită în fotbal și performanța unui jucător de a marca două goluri într-un singur meci.

## DeținătoriiDubleiîn lume

### Algeria
CR Belouizdad deține recordul național la numărul de duble.
| Echipa         | Nr. de duble | Sezoane          |
| -------------- | ------------ | ---------------- |
| CR Belouizdad  | 3            | 1966, 1969, 1970 |
| ES Setif       | 2            | 1967, 2012       |
| JS Kabylie     | 2            | 1977, 1986       |
| MO Constantine | 1            | 1974             |
| MC Alger       | 1            | 1976             |
| WA Tlemcen     | 1            | 1998             |
| USM Alger      | 1            | 2003             |

### Anglia

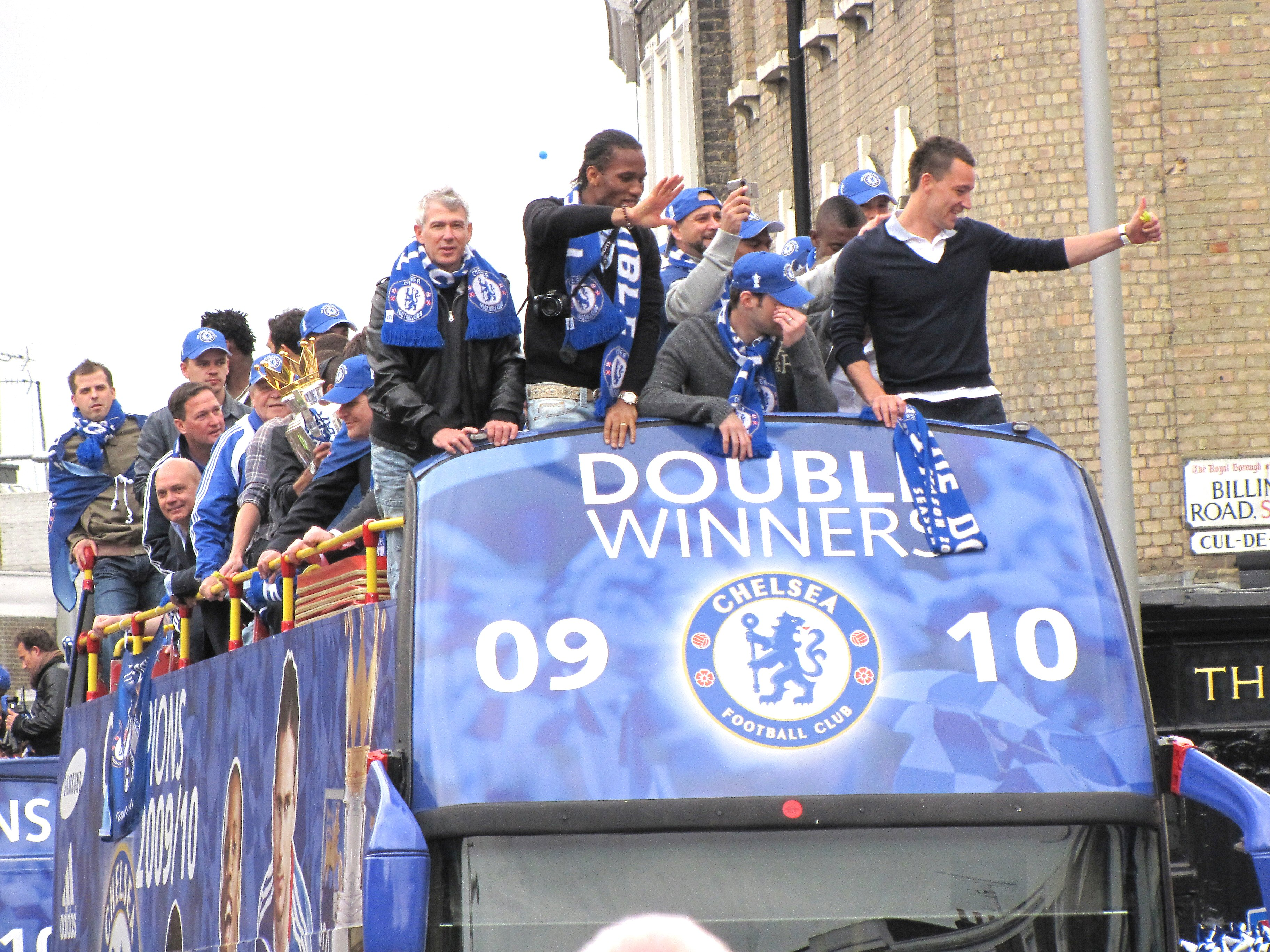
Echipa Chelsea din 2010

În Anglia, câștigarea dublei presupune terminarea sezonului pe primul loc în ligă – Division One până la 1992, și apoi Premier Liga – și câștigarea FA Cup.
| Echipa            | Nr. de duble | Sezoane                   |
| ----------------- | ------------ | ------------------------- |
| Manchester United | 3            | 1993-94, 1995-96, 1998-99 |
| Arsenal           | 3            | 1970-71, 1997-98, 2001-02 |
| Preston North End | 1            | 1888/89                   |
| Aston Villa       | 1            | 1896/97                   |
| Tottenham Hotspur | 1            | 1960/61                   |
| Liverpool         | 1            | 1985/86                   |
| Chelsea           | 1            | 2009/10                   |
| Manchester City   | 1            | 2018/19                   |

Note: În 1889 Preston North End a câștigat campionatul fără a pierde vreun meci în tot sezonul. Arsenal e singurul club ce a realizat eventul atât înainte cât și după formarea Premier League, și singurul club să facă acest lucru în mai mult de un deceniu. Manchester United a făcut dubla în sezonul 1998-1999 ca parte a Triplei Continentale.

### Argentina
Boca Juniors a câștigat un event în 1969.

### Armenia
| Echipa         | Uniunea Sovietică | Armenia                | Total |
| -------------- | ----------------- | ---------------------- | ----- |
| Pyunik         | -                 | 2002, 2004, 2009, 2010 | 4     |
| Ararat Erevan  | 1973              | 1993                   | 2     |
| Kilikia        | -                 | 1995-96                | 1     |
| Spartak Erevan | -                 | 1998                   | 1     |

### Australia
| Echipa               | Nr. de duble | Sezoane          |
| -------------------- | ------------ | ---------------- |
| Melbourne Victory    | 2            | 2006-07, 2008–09 |
| Adelaide City        | 1            | 1991-92          |
| Melbourne Knights FC | 1            | 1994-95          |
| South Melbourne FC   | 1            | 1997-98          |
| Perth Glory          | 1            | 2003-04          |
| Sydney FC            | 1            | 2009-10          |
| Brisbane Roar FC     | 1            | 2010-11          |

### Austria
| Echipa            | Nr. de duble | Sezoane                                                                                  |
| ----------------- | ------------ | ---------------------------------------------------------------------------------------- |
| Austria Viena     | 10           | 1923-24, 1925-26, 1948-49, 1961-62, 1962-63, 1979-80, 1985-86, 1991-92, 2002-03, 2005-06 |
| Rapid Viena       | 6            | 1918-19, 1919-20, 1945-46, 1966-67, 1982-83, 1986-87                                     |
| Admira Wacker     | 5            | 1927-28, 1931-32, 1933-34, 1946-47, 1965-66                                              |
| Wacker Innsbruck  | 2            | 1972-73, 1974-75                                                                         |
| LASK              | 1            | 1964-65                                                                                  |
| Swarovski Tirol   | 1            | 1988-89                                                                                  |
| Sturm             | 1            | 1998-99                                                                                  |
| GAK               | 1            | 2003-04                                                                                  |
| Red Bull Salzburg | 1            | 2011-12                                                                                  |

### Azerbaijan
| Echipa          | Nr. de duble | Sezoane                   |
| --------------- | ------------ | ------------------------- |
| Neftchi Baku    | 3            | 1995-96, 2003-04, 2012-13 |
| Qarabağ         | 1            | 1993                      |
| Kapaz           | 1            | 1997-98                   |
| Khazar Lankaran | 1            | 2006-07                   |

Note: în 2003 Neftchi Baku a cucerit neoficial dubla.

### Belarus
| Echipa       | Nr. de duble | Sezoane       |
| ------------ | ------------ | ------------- |
| Dinamo Minsk | 2            | 1992, 1993/94 |
| Slavia-Mozyr | 2            | 1996, 2000    |
| BATE         | 2            | 2006, 2010    |
| Belșina      | 1            | 2001          |

### Belgia
| Echipa               | Nr. de duble | Sezoane                   |
| -------------------- | ------------ | ------------------------- |
| Anderlecht           | 3            | 1964-65, 1971-72, 1993-94 |
| Echipa Brugge        | 2            | 1976-77, 1995-96          |
| Cercle Brugge        | 1            | 1926-27                   |
| Union Saint-Gilloise | 1            | 1912-13                   |

### Bolivia
Club Bolívar e unicul club care a cucerit dubla câștigând Liga de Fútbol Profesional Boliviano și Copa Aerosur în 2009.

### Bosnia și Herțegovina
| Echipa               | Nr. de duble | Sezoane          |
| -------------------- | ------------ | ---------------- |
| Čelik Zenica         | 2            | 1994-95, 1995-96 |
| Željezničar Sarajevo | 2            | 2000-01, 2011-12 |

### Brazilia
Din cauza dimensiunilor mari ale țării și a dezvoltării întârziate a infrastructurii comunicațiilor și transportului, o primă divizie națională nu a apărut până în anul 1971 când s-a format Campeonato Brasileiro Série A. Copa do Brasil este și mai recentă, începând cu 1989. De atunci, aici s-a realizat o singură dublă la nivel național. Cruzeiro a câștigat trofeele în 2003 (ca parte a Treblei), după ce a luat Liga, Campeonato Mineiro și Copa do Brasil

### Bulgaria
| Echipa       | Nr. de duble | Sezoane                                                                                              |
| ------------ | ------------ | --- |
| Levski Sofia | 13           | 1942, 1946, 1947, 1949, 1950, 1969-70, 1976-77, 1978-79, 1983-84, 1993-94, 1999-00, 2001-02, 2006-07 |
| ȚSKA Sofia   | 11           | 1951, 1954, 1955, 1960-61, 1968-69, 1971-72, 1972-73, 1982-83, 1986-87, 1988-89, 1996-97             |
| Slavia Sofia | 1            | 1995-96                                                                                              |
| Ludogorets   | 1            | 2011-12                                                                                              |

### Chile
Două echipe au realizat dubla Chiliană ce constă din Primera División și Copa Chile.
| Echipa               | Nr. de duble | Sezoane                |
| -------------------- | ------------ | ---------------------- |
| Colo-Colo            | 4            | 1981, 1989, 1990, 1996 |
| Universidad de Chile | 1            | 2000                   |

### China
| Echipa               | Nr. de duble | Sezoane    |
| -------------------- | ------------ | ---------- |
| Dalian Shide         | 2            | 2001, 2005 |
| Shandong Luneng      | 2            | 1999, 2006 |
| Guangzhou Evergrande | 1            | 2012       |

### Columbia
Millonarios e unicul club columbian ce a realizat eventul, câștigând în două rânduri Categoría Primera A și Copa Colombia în 1953 și 1963.

### Croația
| Echipa        | Yugoslavia | Croația                                                                | Total |
| ------------- | ---------- | ---------------------------------------------------------------------- | ----- |
| Dinamo Zagreb | -          | 1995-96, 1996-97, 1997-98, 2006-07, 2007-08, 2008-09, 2010-11, 2011-12 | 8     |
| Hajduk Split  | 1973-74    | 1994-95                                                                | 2     |

### Cipru
| Echipa     | Nr. de duble | Sezoane                                     |
| ---------- | ------------ | ------------------------------------------- |
| Omonia     | 5            | 1971-72, 1973-74, 1980-81, 1981-82, 1982-83 |
| APOEL      | 4            | 1936-37, 1946-47, 1972-73, 1995-96          |
| Anorthosis | 2            | 1961-62, 1997-98                            |
| EPA        | 2            | 1944-45, 1945-46                            |
| Trast      | 1            | 1934-35                                     |

### Cehoslovacia șiRepublica Cehă
| Echipa            | Cehoslovacia                       | Republica Cehă   | Total |
| ----------------- | ---------------------------------- | ---------------- | ----- |
| Sparta Praga      | 1945-46, 1983-84, 1987-88, 1988-89 | 1943-44, 2006-07 | 6     |
| Slavia Praga      | -                                  | 1940-41, 1941-42 | 2     |
| Dukla Praga       | 1960-61, 1965-66                   | -                | 2     |
| Slovan Bratislava | 1955, 1973-74                      | n/a              | 2     |
| Spartak Trnava    | 1970-71                            | n/a              | 1     |

Note: Cehoslovacia a fost ocupată de forțele germane care au format ligile Gauliga Sudetenland și Gauliga Böhmen und Mähren pe teritoriile ocupate. Cehilor li s-a permis să organizeze propriul campionat în Protectoratul Bohemia și Moravia, în timp ce Slovacilor li s-a acordat propriul lor stat independent Statul Slovac și și-au creat propriul campionat (Sezoanele 1938/39-1943/44).

### Danemarca
Patru echipe au cucerit dubla daneză formată din Superliga Daneză și Cupa Daneză.
| Echipa         | Nr. de duble | Sezoane                |
| -------------- | ------------ | ---------------------- |
| Aarhus GF      | 3            | 1954-55, 1956-57, 1960 |
| Vejle          | 2            | 1958, 1972             |
| Brøndby IF     | 2            | 1997-98, 2004-05       |
| F.C. Copenhaga | 2            | 2003-04, 2008-09       |

### Estonia
| Echipa  | Nr. de duble | Sezoane                |
| ------- | ------------ | ---------------------- |
| Levadia | 4            | 1999, 2000, 2004, 2007 |
| Flora   | 3            | 1994-95, 1997-98, 2011 |

### Insulele Feroe
Șase echipe dețin dubla feroeză din Premier Liga Insulelor Feroe și Cupa Insulelor Feroe.
| Echipa      | Nr. de duble | Sezoane                                                                |
| ----------- | ------------ | ---------------------------------------------------------------------- |
| HB          | 12           | 1955, 1963, 1964, 1971, 1973, 1975, 1978, 1981, 1982, 1988, 1998, 2004 |
| KÍ          | 3            | 1966, 1967, 1999                                                       |
| GÍ          | 2            | 1983, 1996                                                             |
| TB          | 1            | 1977                                                                   |
| B36         | 1            | 2001                                                                   |
| EB/Streymur | 1            | 2008                                                                   |

### Finlanda
În Finlanda, trei echipe au cucerit dubla din Veikkausliiga și Cupa Finlandei.
| Echipa         | Nr. de duble | Sezoane          |
| -------------- | ------------ | ---------------- |
| HJK            | 3            | 1981, 2003, 2011 |
| Haka           | 2            | 1960, 1977       |
| Tampere United | 1            | 2007             |

### Franța
Competițiile respective sunt Ligue 1 (anterior Division 1) și Coupe de France
| Echipa                   | Nr. de duble | Sezoane                 |
| ------------------------ | ------------ | ----------------------- |
| AS Saint-Étienne         | 4            | 1968*, 1970, 1974, 1975 |
| Olympique de Marseille   | 2            | 1972, 1989              |
| LOSC Lille Métropole     | 2            | 1946, 2011              |
| FC Sète                  | 1            | 1934                    |
| RC Paris                 | 1            | 1936                    |
| OGC Nice                 | 1            | 1952                    |
| Stade de Reims           | 1            | 1958*                   |
| AS Monaco                | 1            | 1963                    |
| FC Girondins de Bordeaux | 1            | 1987                    |
| AJ Auxerre               | 1            | 1996                    |
| Olympique Lyonnais       | 1            | 2008                    |

### Georgia
| Echipa          | Nr. de duble | Sezoane                                                                |
| --------------- | ------------ | ---------------------------------------------------------------------- |
| Dinamo Tbilisi  | 8            | 1991-92, 1992-93, 1993-94, 1994-95, 1995-96, 1996-97, 2002-03, 2012-13 |
| Torpedo Kutaisi | 1            | 2000-01                                                                |

### Germania

#### Perioada interbelică
Competiția de cupă națională a fost introdusă în Germania în 1935, numindu-se Tschammer-Pokal în cinstea ministrului sportului Hans von Tschammer und Osten. Între 1935 și 1944, până la suspendarea Cupei, din cauza celui de-al doilea Război Mondial, Dubla a fost câștigată doar o singură dată.
- Schalke 04 1937

#### era Bundesliga
Organizarea cupei germane DFB-Pokal s-a reluat în 1953 și până la formarea Bundesligii în 1963, nici un club nu a putut să câștige dubla.
- Bayern München (9) 1969, 1986, 2000, 2003, 2005, 2006, 2008, 2010, 2013 ( As part of treble)

- FC Köln 1978

- Werder Bremen 2004

- Borussia Dortmund 2012

#### Germania de Est
Prima divizie DDR-Oberliga a fost activă între 1947-48 și 1990-91 (nu s-a ținut în 1960-61), iar cupa FDGB-Pokal a fost intrdusă în 1949. Cupa nu s-a jucat în 1950-51, 1952–53 și 1960–61. Cinci duble au fost câștigate de-a lungul timpului:
- Dynamo Dresden (3) 1971, 1977, 1990
- Dynamo Berlin 1988
- F.C. Hansa Rostock 1991

De la reunificarea Germaniei niciun club din fosta Germanie de Est nu a câștigat nici Bundesliga și nici DFB Pokal.

### Grecia
În Grecia, doar cei trei granzi din Atena au cucerit și Super Liga Greacă și Cupa Greciei.
| Echipa        | Nr. de duble | Sezoane |
| ------------- | ------------ | --- |
| Olympiacos    | 16           | 1946-47, 1950-51, 1953-54, 1956-57, 1957-58, 1958-59, 1972-73, 1974-75, 1980-81, 1998-99, 2004-05, 2005-06, 2007-08, 2008-09, 2011-12, 2012-13 |
| Panathinaikos | 8            | 1968-69, 1976-77, 1983-84, 1985-86, 1990-91, 1994-95, 2003-04, 2009-10                                                                         |
| AEK Atena     | 2            | 1938-39, 1977-78 |

### Republica Irlanda
În Irlanda, dubla e obținută prin câștigarea Liga Irlandei și FAI Cup sau Setanta Cup. În sezonul 1928 Bohemians a cucerit Liga, FAI Cup, Supercupa și Leinster Senior Cup. Derry City FC a făcut tripla în 1988-89.
| Echipa          | Nr. de duble | Sezoane                                              |
| --------------- | ------------ | ---------------------------------------------------- |
| Shamrock Rovers | 6            | 1924-25, 1931-32, 1963-64, 1984-85, 1985-86, 1986-87 |
| Bohemians       | 3            | 1927-28, 2000-01, 2008                               |
| Dundalk         | 2            | 1978-79, 1987-88                                     |
| St James's Gate | 1            | 1921-22                                              |
| Cork United     | 1            | 1941-42                                              |
| Cork Athletic   | 1            | 1950-51                                              |
| Derry City      | 1            | 1988-89                                              |
| Shelbourne      | 1            | 1999-00                                              |

### Iran
Competițiile necesare sunt Pro League și Cupa Hazfi.
- Saipa: 1994
- Persepolis: 1999

### Israel
| Echipa                      | Nr. de duble | Sezoane                                                       |
| --------------------------- | ------------ | ------------------------------------------------------------- |
| Maccabi Tel Aviv            | 7            | 1928-29, 1946-47, 1953-54, 1957-58, 1969-70, 1976-77, 1995-96 |
| Hapoel Tel Aviv             | 4            | 1933-34, 1937-38, 1999-00, 2009-10                            |
| Maccabi Hasmonean Ierusalim | 1            | 1927-28                                                       |
| Poliția britanică           | 1            | 1931-32                                                       |
| Maccabi Netanya             | 1            | 1977-78                                                       |
| Maccabi Haifa               | 1            | 1990-91                                                       |
| Beitar Ierusalim            | 1            | 2007-08                                                       |

### Italia
Trofeele: Serie A și Coppa Italia.
- Torino: 1943

- Juventus: 1960, 1995

- Napoli: 1987

- Lazio: 2000

- Inter Milan: 2006, 2010 (triplă)

În 2006, Inter a terminat pe trei în Serie A dar i-a fost acordat titlul ca celui mai bine clasat club ne-implicat în Calciopoli.

### Japonia
Prima divizie și Cupa Împăratului
| Echipa                    | Nr. de duble | Sezoane          |
| ------------------------- | ------------ | ---------------- |
| Urawa Red Diamonds        | 3            | 1973, 1978, 2006 |
| Sanfrecce Hiroshima       | 2            | 1965, 1967       |
| Shonan Bellmare           | 2            | 1977, 1979       |
| Tokyo Verdy               | 2            | 1984, 1986–87    |
| Yokohama F. Marinos       | 2            | 1988-89, 1989–90 |
| Kashima Antlers           | 2            | 2000, 2007       |
| Kashiwa Reysol            | 1            | 1972             |
| Cerezo Osaka              | 1            | 1974             |
| JEF United Ichihara Chiba | 1            | 1976             |

Prima divizie și Cupa Ligii
| Echipa              | Nr. de duble | Sezoane             |
| ------------------- | ------------ | ------------------- |
| Tokyo Verdy         | 3            | 1991-92, 1993, 1994 |
| Yokohama F. Marinos | 2            | 1988-89, 1989–90    |
| Urawa Red Diamonds  | 1            | 1978                |
| Kashima Antlers     | 1            | 2000                |

Cupa Împăratului și Divizia secundă
| Echipa       | Nr. de duble | Sezoane |
| ------------ | ------------ | ------- |
| NKK          | 1            | 1981    |
| Júbilo Iwata | 1            | 1982    |
| F.C. Tokyo   | 1            | 2011    |

### Ungaria
| Echipa       | Nr. de duble | Sezoane                                              |
| ------------ | ------------ | ---------------------------------------------------- |
| Ferencvárosi | 6            | 1912-13, 1926-27, 1927-28, 1975-76, 1994–95, 2003–04 |
| MTK          | 4            | 1913-14, 1922-23, 1924-25, 1996–97                   |
| Újpest       | 3            | 1969, 1970, 1974-75                                  |
| Honvéd       | 2            | 1984–85, 1988–89                                     |
| Debreceni    | 2            | 2009–10, 2011–12                                     |

### Kazahstan
| Echipa        | Nr. de duble | Sezoane |
| ------------- | ------------ | ------- |
| Kairat        | 1            | 1992    |
| Spartak Semey | 1            | 1995    |
| Astana-1964   | 1            | 2001    |
| Aktobe        | 1            | 2008    |

### Coreea de Sud
Prima Divizie și Cupa
| Echipa  | Nr. de duble | Sezoane |
| ------- | ------------ | ------- |
| Niciuna |              |         |

Prima divizie și Cupa Ligii
| Echipa                  | Nr. de duble | Sezoane    |
| ----------------------- | ------------ | ---------- |
| Suwon Samsung Bluewings | 2            | 1999, 2008 |
| Busan Daewoo Royals     | 1            | 1997       |
| FC Seoul                | 1            | 2010       |

### Kârgâzstan
| Echipa | Nr. de duble | Sezoane                      |
| ------ | ------------ | ---------------------------- |
| Alga   | 5            | 1992, 1993, 2000, 2001, 2002 |
| Dordoi | 5            | 2004, 2005, 2006, 2008, 2012 |

### Letonia
| Echipa    | Nr. de duble | Sezoane                                  |
| --------- | ------------ | ---------------------------------------- |
| Skonto    | 7            | 1992, 1995, 1997, 1998, 2000, 2001, 2002 |
| Ventspils | 2            | 2007, 2011                               |

### Lituania
| Echipa   | Nr. de duble | Sezoane    |
| -------- | ------------ | ---------- |
| FKaunas  | 2            | 2002, 2004 |
| Ekranas  | 2            | 2010, 2011 |
| Sirijus  | 1            | 1990       |
| Žalgiris | 1            | 1991       |
| Inkaras  | 1            | 1994-95    |

### Luxemburg
| Echipa                  | Nr. de duble | Sezoane                                                                |
| ----------------------- | ------------ | ---------------------------------------------------------------------- |
| Jeunesse Esch           | 8            | 1936-37, 1953-54, 1972-73, 1973-74, 1975-76, 1987-88, 1996-97, 1998-99 |
| Dudelange               | 5            | 1947-48, 2005-06, 2006-07, 2008-09, 2011-12                            |
| FA Red Boys Differdange | 3            | 1925-26, 1930-31, 1978-79                                              |
| FC Avenir Beggen        | 3            | 1983-84, 1992-93, 1993-94                                              |
| CS Fola Esch            | 1            | 1923-24                                                                |
| CA Spora Luxemburg      | 1            | 1927-28                                                                |
| FC Progrès Niedercorn   | 1            | 1977-78                                                                |
| Union Luxemburg         | 1            | 1990-91                                                                |
| CS Grevenmacher         | 1            | 2002-03                                                                |

### Macedonia
| Echipa           | Nr. de duble | Sezoane          |
| ---------------- | ------------ | ---------------- |
| Vardar           | 2            | 1992-93, 1994-95 |
| Sileks           | 1            | 1996-97          |
| Sloga Jugomagnat | 1            | 1999-00          |
| Rabotnički       | 1            | 2007-08          |

### Moldova
| Echipa           | Nr. de duble | Sezoane                                              |
| ---------------- | ------------ | ---------------------------------------------------- |
| Sheriff Tiraspol | 6            | 2000-01, 2001-02, 2005-06, 2007-08, 2008-09, 2009-10 |
| Zimbru Chișinău  | 1            | 1997-98                                              |

### Muntenegru
| Echipa         | Nr. de duble | Sezoane |
| -------------- | ------------ | ------- |
| Rudar Pljevlja | 1            | 2009-10 |

### Olanda
| Echipa        | Nr. de duble | Sezoane                                                       |
| ------------- | ------------ | ------------------------------------------------------------- |
| Ajax          | 7            | 1966-67, 1969-70, 1971-72, 1978-79, 1982-83, 1997-98, 2001-02 |
| PSV           | 4            | 1975-76, 1987-88, 1988-89, 2004-05                            |
| Feyenoord     | 3            | 1964-65, 1968-69, 1983-84                                     |
| AZ Alkmaar    | 1            | 1980-81                                                       |
| HVV           | 1            | 1902-03                                                       |
| RAP Amsterdam | 1            | 1898-99                                                       |

### Noua Zeelandă
| Echipa           | Nr. de duble | Sezoane          |
| ---------------- | ------------ | ---------------- |
| Auckland City    | 2            | 2004-05, 2005–06 |
| Waitakere United | 2            | 2007-08, 2010–11 |

### Irlanda de Nord
| Echipa             | Nr. de duble | Sezoane |
| ------------------ | ------------ | --- |
| Linfield           | 23           | 1890-91, 1891-92, 1892-93, 1894-95, 1897-98, 1901-02, 1903-04, 1921-22, 1922-23, 1929-30, 1933-34, 1949-50, 1961-62, 1977-78, 1979-80, 1981-82, 1993-94, 2005-06, 2006-07, 2007-08, 2009-10, 2010-11, 2011-12 |
| Belfast Celtic     | 3            | 1925-26, 1936-37, 1937-38 |
| Glentoran          | 3            | 1920-21, 1950-51, 1987-88 |
| Lisburn Distillery | 2            | 1895-96, 1902-03 |
| Queen's Island     | 1            | 1923-24 |
| Glenavon           | 1            | 1956-57 |
| Portadown          | 1            | 1990-91 |

### Norvegia
Competițiile: Cupa Norvegiei și Tippeligaen
| Echipa       | Nr. de duble | Sezoane                                  |
| ------------ | ------------ | ---------------------------------------- |
| Rosenborg    | 7            | 1971, 1988, 1990, 1992, 1995, 1999, 2003 |
| Fredrikstad  | 3            | 1937-38, 1956-57, 1960-61                |
| Lyn Football | 1            | 1968                                     |
| Strømsgodset | 1            | 1970                                     |
| Lillestrøm   | 1            | 1977                                     |
| Viking       | 1            | 1979                                     |

### Filipine
| Echipa               | Nr. de duble | Sezoane                                   |
| -------------------- | ------------ | ----------------------------------------- |
| Philippine Air Force | 1            | 2011 (United Football League și Cupa UFL) |
| Stallion Sta. Lucia  | 1            | 2013 (United Football League și Cupa UFL) |

### Polonia
| Echipa         | Nr. de duble | Sezoane                               |
| -------------- | ------------ | ------------------------------------- |
| Legia Varșovia | 5            | 1955, 1956, 1993-94, 1994-95, 2012-13 |
| Górnik Zabrze  | 3            | 1964-65, 1970-71, 1971-72             |
| Ruch Chorzów   | 1            | 1973-74                               |
| Lech Poznań    | 1            | 1983-84                               |
| Wisła Kraków   | 1            | 2002-03                               |

### Portugalia
| Echipa       | Nr. de duble | Sezoane                                                                         |
| ------------ | ------------ | ------------------------------------------------------------------------------- |
| Benfica1     | 9            | 1942-43, 1954-55, 1956-57, 1963-64, 1968-69, 1971-72, 1980-81, 1982-83, 1986-87 |
| Porto        | 7            | 1955-56, 1987-88, 1997-98, 2002-03, 2005-06, 2008-09, 2010-11                   |
| Sporting CP2 | 6            | 1940-41, 1947-48, 1953-54, 1973-74, 1981-82, 2001-02                            |

### România
O dublă sau un event în fotbalul românesc reprezintă câștigarea campionatului și a cupei României în același sezon competițional de către o singură echipă.
Primul club care a realizat dubla a fost Ripensia Timișoara, în sezonul 1935-1936. 
Recordul este deținut de Steaua București - 8.
| Echipa                | Nr. de duble | Sezoane                                                          |
| --------------------- | ------------ | ---------------------------------------------------------------- |
| Steaua București      | 8            | 1951, 1952, 1975-76, 1984-85, 1986-87, 1988-89, 1995-96, 1996-97 |
| Dinamo București      | 6            | 1963-64, 1981-82, 1983-84, 1989-90, 1999-00, 2003-04             |
| CFR Cluj              | 2            | 2007-08, 2009-10                                                 |
| Universitatea Craiova | 2            | 1980-81,1990-91                                                  |
| FCSB                  | 1            | 2014-2015                                                        |
| UTA Arad              | 1            | 1947-48                                                          |
| Ripensia Timișoara    | 1            | 1935-36                                                          |

Notă: în sezonul 1987-1988 Steaua București a câștigat dubla dar i s-a retras  Cupa României 1987–1988.

### Scoția
| Echipa   | Nr. de duble | Sezoane |
| -------- | ------------ | --- |
| Rangers  | 18           | 1927–28, 1929–30, 1933–34, 1934–35, 1948–49, 1948–49, 1949–50, 1952–53, 1963–64, 1975–76, 1977–78, 1991–92, 1992–93, 1995–96, 1998–99, 1999–2000, 2002–03, 2008–09 |
| Celtic   | 15           | 1906–07, 1907–08, 1913–14, 1953–54, 1966–67, 1968–69, 1970–71, 1971–72, 1973–74, 1976–77, 1987–88, 2000–01, 2003–04, 2006–07, 2012–13                              |
| Aberdeen | 1            | 1983–84 |

### Slovacia
| Echipa            | Cehoslovacia  | Slovacia                           | Total |
| ----------------- | ------------- | ---------------------------------- | ----- |
| Slovan Bratislava | 1955, 1973-74 | 1993-94, 1998-99, 2010-11, 2012-13 | 6     |
| Inter Bratislava  | -             | 1999-00, 2000-01                   | 2     |
| Spartak Trnava    | 1970-71       | -                                  | 1     |
| Ružomberok        | -             | 2005-06                            | 1     |
| Petržalka         | -             | 2007-08                            | 1     |
| Žilina            | -             | 2011-12                            | 1     |

### Slovenia
| Echipa             | Nr. de duble | Sezoane                            |
| ------------------ | ------------ | ---------------------------------- |
| Maribor            | 4            | 1996-97, 1998-99, 2011-12, 2012-13 |
| Olimpija Ljubljana | 1            | 1992-93                            |

### Africa de Sud
| Echipa             | Nr. de duble | Sezoane                            |
| ------------------ | ------------ | ---------------------------------- |
| Kaizer Chiefs      | 6            | 1976, 1977, 1979, 1981, 1984, 1992 |
| Highlands Park     | 3            | 1965, 1966, 1975                   |
| Orlando Pirates    | 3            | 1973, 1975, 2010-11                |
| Avalon Athletic    | 2            | 1962, 1963                         |
| Lightbody's Santos | 2            | 1988, 1990                         |
| Addington          | 1            | 1963                               |
| Glenville          | 1            | 1972                               |
| Arcadia Shepherds  | 1            | 1974                               |
| Cape Town City     | 1            | 1976                               |
| Durban City F.C.   | 1            | 1978                               |
| Battswood          | 1            | 1989                               |
| Ajax Cape Town     | 1            | 1995                               |
| Mamelodi Sundowns  | 1            | 1998                               |

### Uniunea Sovietică șiRusia
| Echipa               | Uniunea Sovietică      | Rusia               | Total |
| -------------------- | ---------------------- | ------------------- | ----- |
| Spartak Moscova      | 1938, 1939, 1958       | 1992, 1994, 1998    | 6     |
| ȚSKA Moscova         | 1948, 1951, 1991       | 2005, 2006, 2012-13 | 6     |
| Dinamo Kiev          | 1966, 1974, 1985, 1990 | n/a                 | 4     |
| FC Dinamo Moscova    | 1937                   | -                   | 1     |
| Torpedo Moscova      | 1960                   | -                   | 1     |
| Ararat Erevan        | 1973                   | n/a                 | 1     |
| Zenit St. Petersburg | -                      | 2010                | 1     |

### Spania
| Echipa          | Nr. de duble | Sezoane                                     |
| --------------- | ------------ | ------------------------------------------- |
| Athletic Bilbao | 5            | 1929-30, 1930-31, 1942-43, 1955-56, 1983-84 |
| Barcelona       | 5            | 1951-52, 1952-53, 1958-59, 1997-98, 2008-09 |
| Real Madrid     | 4            | 1961-62, 1974-75, 1979-80, 1988-89          |
| Atlético Madrid | 1            | 1995-96                                     |

### Suedia
| Echipa       | Nr. de duble | Sezoane                                           |
| ------------ | ------------ | ------------------------------------------------- |
| Malmö        | 7            | 1943-44, 1950-51, 1952-53, 1967, 1974, 1975, 1986 |
| Göteborg     | 3            | 1982, 1983, 1991                                  |
| Norrköping   | 2            | 1942-43, 1944-45                                  |
| Djurgårdens  | 2            | 2002, 2005                                        |
| Helsingborgs | 2            | 1941, 2011                                        |
| AIK          | 1            | 2009                                              |

### Elveția
| Echipa            | Nr. de duble | Sezoane                                                                |
| ----------------- | ------------ | ---------------------------------------------------------------------- |
| Grasshopper       | 8            | 1926-27, 1936-37, 1941-42, 1942-43, 1951-52, 1955-56, 1982-83, 1989-90 |
| Basel             | 5            | 1966-67, 2001-02, 2007-08, 2009-10, 2011-12                            |
| Lausanne-Sport    | 2            | 1934-35, 1943-44                                                       |
| La Chaux-de-Fonds | 2            | 1953-54, 1954-55                                                       |
| Zürich            | 2            | 1965-66, 1975-76                                                       |
| Young Boys        | 1            | 1957-58                                                                |
| Servette          | 1            | 1978-79                                                                |
| Sion              | 1            | 1996-97                                                                |

### Tadjikistan
| Echipa          | Nr. de duble | Sezoane    |
| --------------- | ------------ | ---------- |
| Regar-TadAZ     | 2            | 2001, 2006 |
| Sitora Dushanbe | 1            | 1993       |
| Vakhsh          | 1            | 1997       |
| Varzob          | 1            | 1999       |
| Istiqlol        | 1            | 2010       |

### Turcia
| Echipa           | Nr. de duble | Sezoane                                     |
| ---------------- | ------------ | ------------------------------------------- |
| Galatasaray S.K. | 5            | 1962-63, 1972-73, 1992-93, 1998-99, 1999-00 |
| Fenerbahçe S.K.  | 3            | 1967-68, 1973-74, 1982-83                   |
| Trabzonspor      | 2            | 1976-77, 1983-84                            |
| Beșiktaș         | 2            | 1989-90, 2008-09                            |

### Turkmenistan
| Echipa   | Nr. de duble | Sezoane          |
| -------- | ------------ | ---------------- |
| Köpetdag | 3            | 1993, 1994, 2000 |
| Balkan   | 2            | 2010, 2012       |
| Așgabat  | 1            | 2006             |

### Ucraina
| Echipa            | Uniunea Sovietică      | Ucraina                                                       | Total |
| ----------------- | ---------------------- | ------------------------------------------------------------- | ----- |
| Dinamo Kiev       | 1966, 1974, 1985, 1990 | 1992-93, 1995-96, 1997-98, 1998-99, 1999-00, 2002-03, 2006-07 | 11    |
| FC Șahtior Donețk | -                      | 2001-02, 2007-08, 2010-11, 2011-12, 2012-13                   | 5     |

### Statele Unite
| Echipa               | Nr. de duble | Sezoane          |
| -------------------- | ------------ | ---------------- |
| D.C. United          | 3            | 1996, 1997, 1999 |
| Los Angeles Galaxy   | 3            | 2002, 2005, 2011 |
| Chicago Fire         | 2            | 1998, 2003       |
| Sporting Kansas City | 1            | 2000             |
| Columbus Crew        | 1            | 2008             |

### Uzbekistan
| Echipa       | Nr. de duble | Sezoane                            |
| ------------ | ------------ | ---------------------------------- |
| Pakhtakor FK | 6            | 2002, 2003, 2004, 2005, 2006, 2007 |
| Bunyodkor    | 2            | 2008, 2010                         |
| Neftchi FK   | 1            | 1994                               |
| Dustlik      | 1            | 2000                               |

### Venezuela
- Deportivo Galicia 1969

- Marítimo 1987

- Caracas 1995, 2010

### Țara Galilor
| Echipa         | Nr. de duble | Sezoane                |
| -------------- | ------------ | ---------------------- |
| Barry Town     | 4            | 1997, 2001, 2002, 2003 |
| The New Saints | 2            | 2004, 2012             |
| Rhyl           | 1            | 2005                   |

### Iugoslavia,Serbia și Muntenegru șiSerbia
Republica Federală Socialistă Iugoslavia a inclus cluburi care în prezent sunt parte a competițiilor din Bosnia, Croația, Macedonia, Muntenegru, Serbia, Slovenia.
| Echipa               | Iugoslavia                                                    | Serbia și Muntenegru | Serbia                    | Total |
| -------------------- | ------------------------------------------------------------- | -------------------- | ------------------------- | ----- |
| Steaua Roșie Belgrad | 1958-59, 1963-64, 1967-68, 1969-70, 1989-90, 1994-95, 1999-00 | 2003-04, 2005-06     | 2006-07                   | 10    |
| Partizan Belgrad     | 1946-47, 1993-94                                              | -                    | 2007-08, 2008-09, 2010-11 | 5     |
| Hajduk Split         | 1973-74                                                       | n/a                  | n/a                       | 1     |

## Dubla formată din Liga & Cupa Ligii
| Echipa                 | Țara         | Nr. de duble câștigate | Year(s) won                                                                                          | Note               |
| ---------------------- | ------------ | ---------------------- | --- | ------------------ |
| Rangers                | Scoția       | 17                     | 1947, 1948, 1961, 1964, 1976, 1978, 1987, 1989, 1991, 1993, 1994, 1997, 1999, 2003, 2005, 2010, 2011 |                    |
| Celtic                 | Scoția       | 9                      | 1966, 1967, 1968, 1969, 1970, 1998, 2001, 2006, 2013                                                 | parte a cvintuplei |
| Bayern München         | Germania     | 5                      | 1999, 2000, 2001, 2005, 2008                                                                         |                    |
| Liverpool              | England      | 3                      | 1982, 1983, 1984                                                                                     | parte a triplei    |
| Maccabi Haifa          | Israel       | 2                      | 1994, 2006                                                                                           |                    |
| The New Saints F.C.    | Țara Galilor | 2                      | 2006, 2010                                                                                           |                    |
| Beitar Ierusalim       | Israel       | 1                      | 1998                                                                                                 |                    |
| Ironi Kiryat Shmona    | Israel       | 1                      | 2012                                                                                                 |                    |
| Melbourne Victory F.C. | Australia    | 1                      | 2009                                                                                                 | parte a triplei    |
| Hearts                 | Scoția       | 1                      | 1960                                                                                                 |                    |
| Nottingham Forest      | England      | 1                      | 1978                                                                                                 |                    |
| Chelsea                | England      | 1                      | 2005                                                                                                 |                    |
| Manchester United      | England      | 1                      | 2009                                                                                                 |                    |
| Anderlecht             | Belgia       | 1                      | 2001                                                                                                 |                    |
| Wisła Kraków           | Polonia      | 1                      | 2001                                                                                                 |                    |
| Legia Varșovia         | Polonia      | 1                      | 2002                                                                                                 |                    |
| Brøndby IF             | Danemarca    | 1                      | 2005                                                                                                 | parte a triplei    |
| Bordeaux               | Franța       | 1                      | 2009                                                                                                 |                    |
| Marseille              | Franța       | 1                      | 2010                                                                                                 |                    |
| Benfica                | Portugalia   | 1                      | 2010                                                                                                 |                    |

## Duble Europene
| Echipa               | Țara       | Nr. de duble câștigate | Ani                     |
| -------------------- | ---------- | ---------------------- | ----------------------- |
| Barcelona            | Spania     | 4                      | 1992, 2006, 2009*, 2011 |
| Ajax                 | Olanda     | 3                      | 1972*, 1973, 1995       |
| Bayern München       | Germania   | 3                      | 1974, 2001, 2013*       |
| Real Madrid          | Spania     | 2                      | 1957, 1958              |
| Inter Milan          | Italia     | 2                      | 1965, 2010*             |
| Liverpool            | Anglia     | 2                      | 1977, 1984              |
| Manchester United    | Anglia     | 2                      | 1999*, 2008             |
| Benfica              | Portugalia | 1                      | 1961                    |
| Celtic               | Scoția     | 1                      | 1967*                   |
| Hamburg              | Germania   | 1                      | 1983                    |
| Steaua București     | Romania    | 1                      | 1986                    |
| PSV Eindhoven        | Olanda     | 1                      | 1988*                   |
| Steaua Roșie Belgrad | Serbia     | 1                      | 1991                    |
| A.C. Milan           | Italia     | 1                      | 1994                    |
| F.C. Porto           | Portugalia | 1                      | 2004                    |

- (*) ca parte a triplei

### Campionatul și CL
| Echipa                   | Țara       | Nr. de duble câștigate | Year(s) won                     |
| ------------------------ | ---------- | ---------------------- | ------------------------------- |
| Liverpool                | Anglia     | 2                      | 1973, 1976                      |
| Gōteborg                 | Suedia     | 2                      | 1982 (parte a triplei), 1987[g] |
| Porto                    | Portugalia | 2                      | 2003, 2011, (parte a triplei)   |
| Feyenoord                | Olanda     | 1                      | 1974                            |
| Borussia Mönchengladbach | Germania   | 1                      | 1975                            |
| Juventus                 | Italia     | 1                      | 1977                            |
| PSV Eindhoven            | Olanda     | 1                      | 1978                            |
| Real Madrid              | Spania}    | 1                      | 1986                            |
| Galatasaray              | Turcia     | 1                      | 2000 (parte a triplei)          |
| Valencia                 | Spania     | 1                      | 2004                            |
| Zenit St. Petersburg     | Rusia      | 1                      | 2008                            |

### Liga & Cupa Cupelor
| Echipa      | Țara              | Liga            | Nr. de duble won | Year(s) won |
| ----------- | ----------------- | --------------- | ---------------- | ----------- |
| Dinamo Kiev | Uniunea Sovietică | Liga Superioară | 2                | 1975, 1986  |
| Milan       | Italia            | Serie A         | 1                | 1968        |
| Magdeburg   | Germania de Est   | DDR-Oberliga    | 1                | 1974        |
| Juventus    | Italia            | Serie A         | 1                | 1984        |
| Everton     | Anglia            | Division One    | 1                | 1985        |

## Duble în afara Europei
| Echipa             | Țara      | Liga                 | Nr. de duble câștigate | An   |
| ------------------ | --------- | -------------------- | ---------------------- | ---- |
| South Melbourne FC | Australia | Campionatul național | 1                      | 1999 |

## Număr total de duble
| Echipa                               | Țară                         | Număr total de duble |
| ------------------------------------ | ---------------------------- | -------------------- |
| Linfield                             | Irlanda de Nord              | 23                   |
| Rangers                              | Scoția                       | 18                   |
| Olympiacos                           | Grecia                       | 16                   |
| Muharraq Club                        | Bahrain                      | 16                   |
| Celtic                               | Scoția                       | 15                   |
| Al-Ahly                              | Egipt                        | 13                   |
| Levski Sofia                         | Bulgaria                     | 13                   |
| HB                                   | Insulele Feroe               | 12                   |
| AS Central Sport                     | Tahiti                       | 11                   |
| CSKA Sofia                           | Bulgaria                     | 11                   |
| Dinamo Kyiv                          | Ucraina                      | 11                   |
| Djoliba                              | Mali                         | 11                   |
| Austria Viena                        | Austria                      | 10                   |
| Al-Ansar                             | Liban                        | 10                   |
| Steaua Roșie Belgrad                 | Serbia                       | 10                   |
| Benfica                              | Portugalia                   | 9                    |
| Al-Faisaly                           | Iordania                     | 9                    |
| Bayern München                       | Germania                     | 9                    |
| Grasshopper                          | Elveția                      | 8                    |
| Steaua București                     | România                      | 8                    |
| Jeunesse Esch                        | Luxemburg                    | 8                    |
| Mimosas                              | Ivory Coast                  | 8                    |
| Étoile Filante                       | Burkina Faso                 | 8                    |
| Panathinaikos                        | Grecia                       | 8                    |
| Dinamo Zagreb                        | Croația                      | 8                    |
| Dinamo Tbilisi                       | Georgia                      | 8                    |
| Malmö                                | Suedia                       | 7                    |
| Partizani Tirana                     | Albania                      | 7                    |
| Maccabi Tel Aviv                     | Israel                       | 7                    |
| Ajax                                 | Olanda                       | 7                    |
| Skonto                               | Letonia                      | 7                    |
| Rosenborg                            | Norvegia                     | 7                    |
| Porto                                | Portugalia                   | 7                    |
| Dynamos                              | Zimbabwe                     | 7                    |
| Stade Malien                         | Mali                         | 7                    |
| Weymouth Wales                       | Barbados                     | 6                    |
| Rapid Viena                          | Austria                      | 6                    |
| Shamrock Rovers                      | Irlanda                      | 6                    |
| Africa Sports                        | Ivory Coast                  | 6                    |
| Dinamo Tirana                        | Albania                      | 6                    |
| Kaizer Chiefs                        | Africa de Sud                | 6                    |
| Spartak Moscova                      | Rusia                        | 6                    |
| Sporting                             | Portugalia                   | 6                    |
| Saint-Louisienne                     | Réunion                      | 6                    |
| Villa                                | Uganda                       | 6                    |
| Dinamo București                     | România                      | 6                    |
| Ferencvárosi                         | Ungaria                      | 6                    |
| Elman                                | Somalia                      | 6                    |
| Sahel                                | Niger                        | 6                    |
| Club Franciscain                     | Martinique                   | 6                    |
| Sparta Praga                         | Cehia                        | 6                    |
| Pakhtakor                            | Uzbekistan                   | 6                    |
| Al-Merrikh                           | Sudan                        | 6                    |
| Sheriff Tiraspol                     | Moldova                      | 6                    |
| Slovan Bratislava                    | Slovacia                     | 6                    |
| CSKA Moscova                         | Rusia                        | 6                    |
| Nacional                             | Uruguay                      | 5                    |
| Admira Wacker                        | Austria                      | 5                    |
| Al-Arabi                             | Kuwait                       | 5                    |
| Vita Club                            | DR Congo                     | 5                    |
| Mechal [includes Army] (Addis Abeba) | Etiopia                      | 5                    |
| Omonia                               | Cipru                        | 5                    |
| Athletic Bilbao                      | Spania                       | 5                    |
| Diaraf                               | Senegal                      | 5                    |
| Vital'O                              | Burundi                      | 5                    |
| Galatasaray                          | Turcia                       | 5                    |
| Hearts of Oak                        | Ghana                        | 5                    |
| Atlético Petróleos                   | Angola                       | 5                    |
| Saunders                             | Sri Lanka                    | 5                    |
| Valletta                             | Malta                        | 5                    |
| Saint-Georges                        | French Guiana                | 5                    |
| Alga                                 | Kyrgyzstan                   | 5                    |
| Sliema Wanderers                     | Malta                        | 5                    |
| South China                          | Hong Kong                    | 5                    |
| Wallidan                             | The Gambia                   | 5                    |
| Barcelona                            | Spania                       | 5                    |
| Partizan Belgrad                     | Serbia                       | 5                    |
| Coton Sport                          | Cameroon                     | 5                    |
| Espérance                            | Tunisia                      | 5                    |
| Basel                                | Elveția                      | 5                    |
| A.P.R.                               | Rwanda                       | 5                    |
| Dudelange                            | Luxemburg                    | 5                    |
| Qadsia                               | Kuwait                       | 5                    |
| Dordoi                               | Kyrgyzstan                   | 5                    |
| Legia Warsaw                         | Polonia                      | 5                    |
| Shakhtar Donetsk                     | Format:Country data Ucrainia | 5                    |
| Maribor                              | Slovenia                     | 4                    |
| Floriana                             | Malta                        | 4                    |
| Saint-Étienne                        | Franța                       | 4                    |
| Real Madrid                          | Spania                       | 4                    |
| Nkana                                | Zambia                       | 4                    |
| Saint-Pierroise                      | Réunion                      | 4                    |
| APOEL                                | Cipru                        | 4                    |
| Akraness                             | Islanda                      | 4                    |
| Colo-Colo                            | Chile                        | 4                    |
| MTK                                  | Ungaria                      | 4                    |
| Invincible Eleven                    | Liberia                      | 4                    |
| Vénus                                | Tahiti                       | 4                    |
| Mighty Barrolle                      | Liberia                      | 4                    |
| Mazembe                              | DR Congo                     | 4                    |
| Barry Town                           | Țara Galilor                 | 4                    |
| PSV                                  | Olanda                       | 4                    |
| North Village Rams                   | Bermuda                      | 4                    |
| Costa do Sol                         | Mozambique                   | 4                    |
| Levadia Tallinn                      | Estonia                      | 4                    |
| Al-Karamah                           | Siria                        | 4                    |
| Ferroviário                          | Mozambique                   | 4                    |
| Hapoel Tel Aviv                      | Israel                       | 4                    |
| Pyunik                               | Armenia                      | 4                    |
| Al-Wehdat                            | Jordan                       | 4                    |
| St Michel United                     | Seychelles                   | 4                    |
| Reykjavíkur                          | Islanda                      | 4                    |
| Maribor                              | Slovenia                     | 4                    |